# Plumbata
Een plumbata is een historisch projectielwapen. Het werd in het Laat-Romeinse Rijk gebruikt door zowel infanterie, cavalerie als de marine om van afstand de tegenstander te kunnen treffen. Plumbatae hadden een groter bereik dan speren (tot ca. 100 meter).

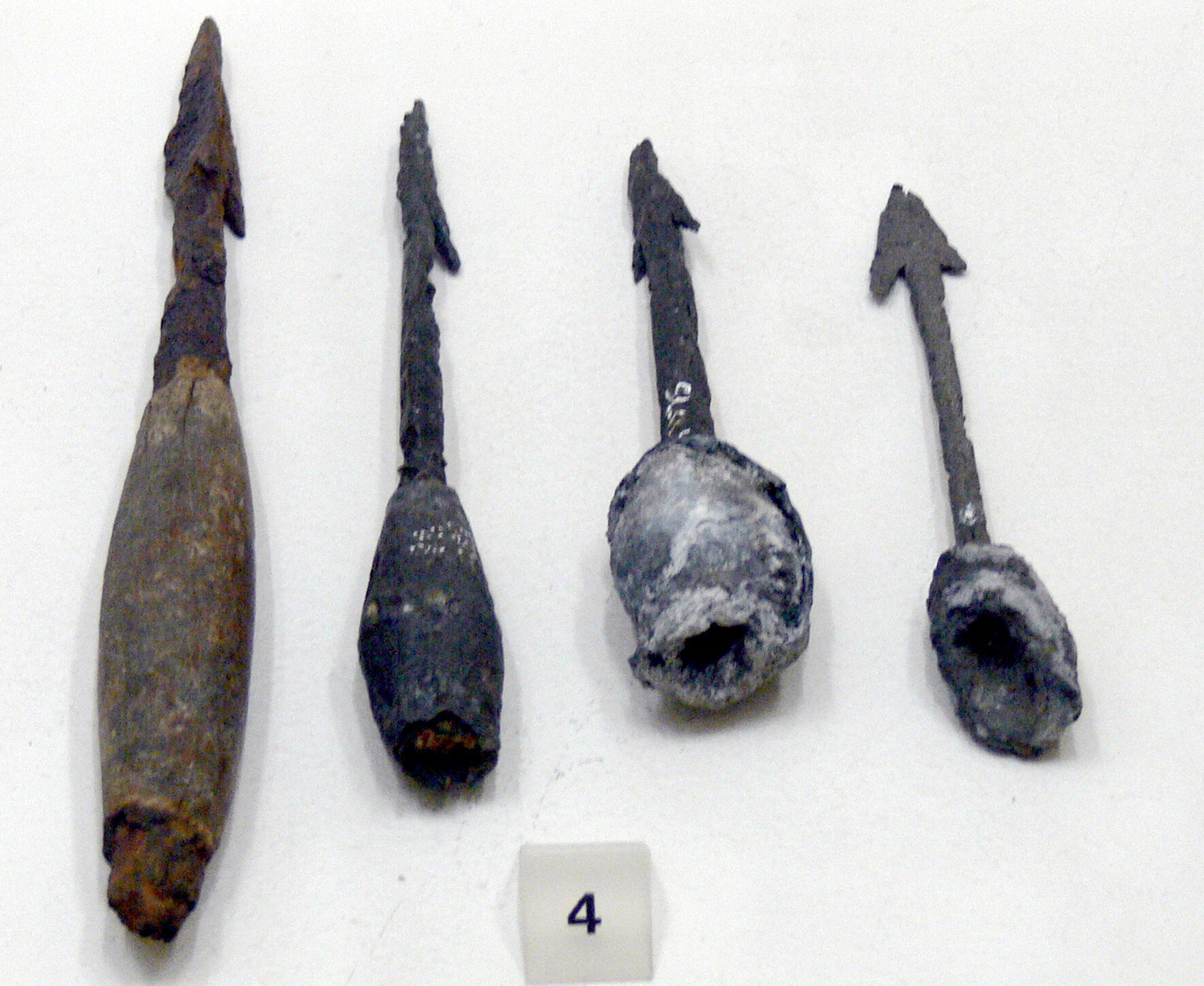
Voorste deel van plumbatae